# Hypoestes parvula
Hypoestes parvula är en akantusväxtart som beskrevs av Raymond Benoist. Hypoestes parvula ingår i släktet Hypoestes och familjen akantusväxter. Inga underarter finns listade i Catalogue of Life.